# Composita solvantur
Composita solvantur è una raccolta di poesie del poeta e critico italiano Franco Fortini pubblicata nel 1994 da Einaudi che comprende tutti i versi composti tra il 1984 e il 1993.
Dalla quinta e ultima sezione si ricava il titolo dell'opera Composita solvantur, titolo latino ricavato dall'epigrafe della tomba di Francis Bacon nel "Trinity College" di Cambridge: cioè si dissolva quanto è composto e il disordine succeda all'ordine.

## Contenuti
Il tema della raccolta è l'esperienza della morte che si sta attuando vissuta in una assorta solitudine. La prima sezione è intitolata L'animale e comprende una poesia d'apertura scritta in corsivo nella quale vi è la conclusione dell'originaria certezza dell'io:
(Poesia d'apertura)
Il dialogo dei sette componimenti che la compongono viene fatto con gli amici che non ci sono più. 
La seconda sezione è intitolata Elegie brevi e comprende undici elegie scritte in metrica diversa. Le ultime due sezioni, La salita e Composita solvantur comprendono citazioni e motivi del Purgatorio dantesco. Chiude la raccolta una Appendice di light verses e imitazioni.